# Ludovico Mattioli
Ludovico Mattioli ou Lodovico Mattioli, né en 1662 à Crevalcore et mort le 15 octobre 1747 à Bologne, est un peintre et graveur baroque italien des XVIIe et XVIIIe siècles.

## Biographie
Né à Crevalcore, Ludovico Mattioli est actif principalement à Bologne, mais travaille également à Parme et à Modène. Prolifique, ses œuvres se trouvent aujourd'hui dans plusieurs collections publiques et privées en Europe. Il est ami de Giuseppe Maria Crespi, pour qui il grave plusieurs œuvres et est l'un des membres fondateurs et principe de l'Accademia Clementina de Bologne (aujourd'hui l'Académie des beaux-arts de Bologne).
Il est commissionné par Lelio Della Volpe pour exécuter les estampes de l'édition de 1736 du Bertoldo, une œuvre très importante du XVIIe siècle. Ses illustrations dans cet ouvrage sont postérieures à celles effectuées par Crespi en 1710. Aujourd'hui, seule une de ses peintures à l'huile subsiste, nichée dans l'escalier qui mène à l'Oratoire San Bartolomeo di Reno, l'église Santa Maria della Pioggia de Bologne (en).
À sa mort en 1747, Crespi a dit : « mais on peut dire qu'il manquait chez lui l'art de la gravure à l'eau-forte à Bologne », phrase qui remet en question sa qualité de graveur. Dans le hameau de Guisa Pepoli près de Crevalcore, on peut toujours visiter sa maison natale.
Il est connu principalement pour ses gravures et ses fresques.